# Сьомий апеляційний адміністративний суд

Юрисдикція суду

Сьомий апеляційний адміністративний суд — апеляційний спеціалізований адміністративний суд, розміщений у місті Вінниці. Юрисдикція 7ААС поширюється на Вінницьку, Житомирську, Хмельницьку та Чернівецьку області.
Суд утворений 21 червня 2018 року на виконання Указу Президента «Про ліквідацію апеляційних адміністративних судів та утворення апеляційних адміністративних судів в апеляційних округах» від 29 грудня 2017 року, згідно з яким мають бути ліквідовані апеляційні адміністративні суди та утворені нові суди в апеляційних округах.
Вінницький апеляційний адміністративний суд здійснював правосуддя до початку роботи нового суду, що відбулося 3 жовтня 2018 року
Указ Президента про переведення суддів до нового суду прийнятий 28 вересня 2018 року.

## Структура
Структура суду передбачає посади голови суду, його заступника, суддів, керівника апарату, його заступників, помічників суддів, секретарів судових засідань, інші структурні підрозділи.
Спеціалізація суддів не встановлена.

## Керівництво
Голова суду — Кузьмишин Віталій Миколайович
 Керівник апарату — Самойленко Марина Андріївна

## Будівля суду
Суд розміщений у першій шестиповерховій вінницькій будівлі, спорудження якої почалось на початку ХХ століття. Саме тут вперше у місті з'явились електричний ліфт, центральне водопостачання та каналізація, подача гарячої води та електроосвітлення.
Споруда фігурує майже у всіх спогадах про Вінницю початку XX століття. З 2 лютого 1919 року тут було розміщено Директорію Української Народної Республіки на чолі з Володимиром Винниченком.
5 лютого 1919 року робочий кабінет у «Савої» отримав міністр юстиції УНР Дмитро Маркович. Ним було видано низку законів, зокрема про утворення Найвищого суду УНР, що складався з трьох департаментів: адміністративного, цивільного та карного, голови яких підпорядковувались Найвищому судді.
В радянські післявоєнні часи на після здобуття незалежності тут був готель «Україна».
30 червня 2010 рішенням сесії Вінницької обласної ради будівлю колишнього готелю «Савой» було передано в довгострокову оренду Вінницькому апеляційному адміністративному суду, а з припиненням його діяльності — Сьомому апеляційному адміністративному суду.
На той час будівля потребувала значних реставраційних робіт, оскільки їй загрожувала руйнація. Тому з грудня 2011 року розпочалися ремонтні роботи. Суд провів ґрунтовні дослідження не тільки з архітекторами, а й з істориками-краєзнавцями. Історичну пам'ятку архітектури було відреставровано та відтворено її автентичність — історичний вигляд, який був спроектований архітектором Григорієм Артиновим. Наразі будинку повернуто його рідний колір, шостий мансардний поверх, купол зі шпилем та раніше втрачені зовнішні прикраси — каріатиди на головних фасадах.
27 грудня 2018 розпорядженням Прем'єр-міністра України будівлю передано в державну власність.